# Visusti (Koeru)
Visusti – wieś w Estonii, w prowincji Järva, w gminie Koeru.